# Taggdvärgspindel
Taggdvärgspindel (Maso sundevalli) är en spindelart som först beskrevs av Westring 1851.  Taggdvärgspindel ingår i släktet Maso och familjen täckvävarspindlar. Arten är reproducerande i Sverige. Inga underarter finns listade i Catalogue of Life.